# Źródło (album 2Tm2,3)
Źródło – siódmy album studyjny polskiej grupy muzycznej 2Tm2,3.

## Lista utworów
| Nr  | Tytuł utworu                      | Długość |
| --- | --------------------------------- | ------- |
| 1.  | „Haraqia”                         | 5:43    |
| 2.  | „Nikt Nie Może Służyć Dwom Panom” | 3:53    |
| 3.  | „Eli Eli Lamma Sabahtani”         | 4:07    |
| 4.  | „Duszu Swoju”                     | 2:57    |
| 5.  | „Źródło”                          | 5:38    |
| 6.  | „Po Tamtej Stronie Rzeki”         | 4:03    |
| 7.  | „Lamentacja”                      | 9:18    |
| 8.  | „Maria Maria”                     | 2:49    |
| 9.  | „Szukałem Miłości”                | 7:04    |
| 10. | „Szema Izrael”                    | 4:16    |
| 11. | „Hymn”                            | 3:00    |
| 12. | „22”                              | 3:48    |
|     |                                   | 56:36   |

## Notowane utwory
| Tytuł                           | LP3 | Muzyczne Dary |
| ------------------------------- | --- | ------------- |
| Eli Eli Lama Sabahtani          | 25  | 1             |
| Nikt Nie Może Służyć Dwom Panom | -   | 1             |
| Po Tamtej Stronie Rzeki         | -   | 1             |
| Źródło                          | -   | 7             |

## Twórcy
- Tomasz Budzyński – śpiew
- Dariusz Malejonek – śpiew, gitara
- Angelika Korszyńska-Górny – śpiew, fortepian
- Robert Friedrich – gitara
- Robert Drężek – gitara
- Krzysztof Kmiecik – kontrabas
- Mariusz Puchłowski – instrumenty dęte
- Kacper Rynek – perkusja
- Beata Polak – instrumenty perkusyjne
- Noemi Górny – wiolonczela